# Prémio MTV Movie de melhor vilão
O MTV Movie Award de Melhor Vilão (MTV Movie Award for Best Villain) é um prêmio concedido a atores ou atrizes pela qualidade de suas performances em produções cinematográficas, atribuído anualmente durante a cerimônia desde 1992. As várias categorias do MTV Movie Award são selecionadas pelo público. Esta categoria celebra as performances destacadas em papéis de antagonistas no cinema. Em 2012, o prêmio foi renomeado como Best On-Screen Dirt Bag, sendo que voltou ao nome anterior em 2013.
A atriz Rebecca De Mornay foi a primeira vencedora da categoria, em 1992, por sua atuação como Sra. Motts no suspense The Hand That Rocks the Cradle. Os atores Denzel Washington e Heath Ledger também foram premiados com o Óscar por suas performances em 2002 e 2009, respectivamente. O britânico Mike Myers é o maior vencedor da categoria, tendo vencido duas de três indicações - todas por sua atuação como Dr. Evil na série cinematográfica Austin Powers. O também britânico Ralph Fiennes é o segundo mais indicado, com duas indicações por interpretar Lord Voldemort na franquia Harry Potter.

## Vencedores e indicados
| Ano  | Vencedor                                                                                                  | Indicados | Ref.          |
| ---- | --- | --- | ------------- |

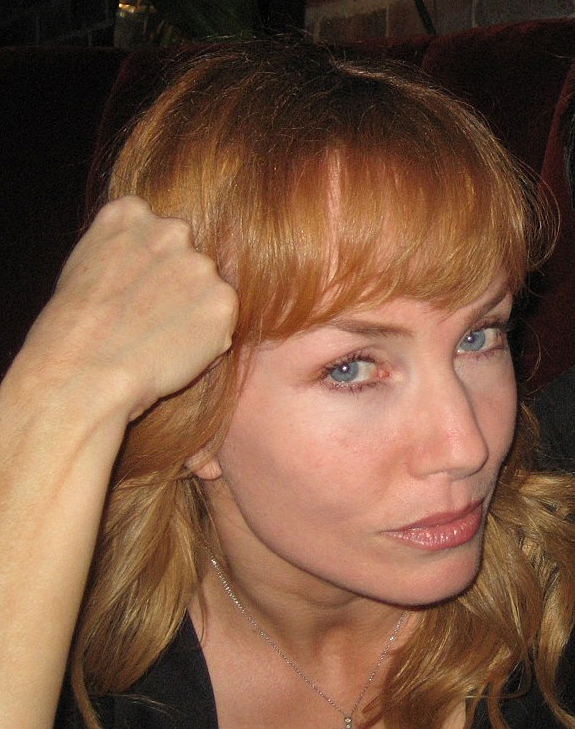
Rebecca De Mornay, primeira vencedora em 1992.

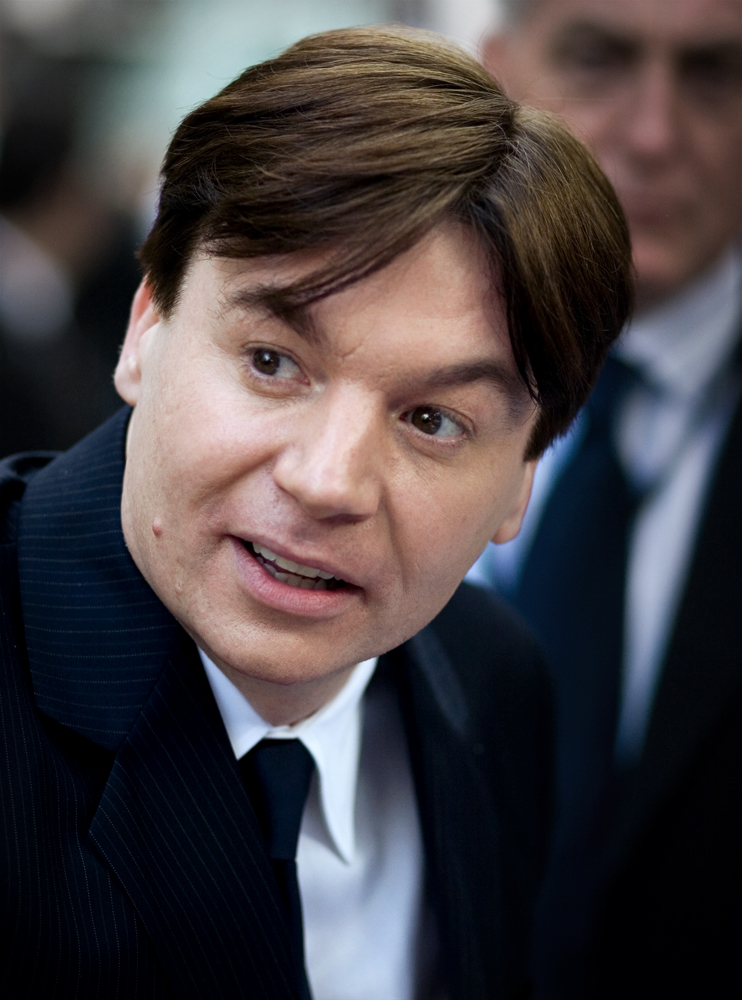
Mike Myers venceu a categoria em 1998 e 2000.

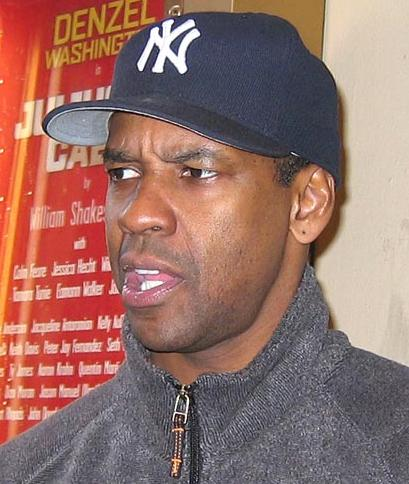
Denzel Washington, vencedor em 2002 e indicado em 2007.

| 1992 | Rebecca De Mornay como Sra. Motts em The Hand That Rocks the Cradle                                       | - Robert De Niro como Max Cady - Cape Fear - Robert Patrick como T-1000 - Terminator 2: Judgment Day - Alan Rickman como Xerife de Nottingham - Robin Hood: Prince of Thieves - Wesley Snipes como Nino Brown - New Jack City                                                                |               |
| 1993 | Jennifer Jason Leigh como Hedra Carlson em Single White Female                                            | - Danny DeVito como Oswald Cobblepot / Pinguim - Batman Returns - Ray Liotta como Pete Davis - Unlawful Entry - Jack Nicholson como Coronel Nathan R. Jessup - A Few Good Men - Sharon Stone como Catherine Tramell - Basic Instinct                                                         |               |
| 1994 | Alicia Silverstone como Adrian Forrester em The Crush                                                     | - Macaulay Culkin como Henry Evans - The Good Son - John Malkovich como Mitch Leary - In the Line of Fire - Wesley Snipes como Simon Phoenix - Demolition Man - Tyrannosaurus rex - Jurassic Park                                                                                            |               |
| 1995 | Dennis Hopper como Howard Payne em Speed                                                                  | - Tom Cruise como Lestat de Lioncourt - Interview with the Vampire - Jeremy Irons como Scar - The Lion King - Tommy Lee Jones como Ryan Gaerity - Blown Away - Demi Moore como Meredith Johnson - Disclosure                                                                                 |               |
| 1996 | Kevin Spacey como John Doe em Se7en                                                                       | - Jim Carrey como Edward Nygma / Charada - Batman Forever - Tommy Lee Jones como Harvey Dent / Duas-Caras - Batman Forever - Joe Pesci como Nicholas Santoro - Casino - John Travolta como Vic Deakins - Broken Arrow                                                                        |               |
| 1997 | Jim Carrey como Chip Douglas em The Cable Guy                                                             | - Robert De Niro como Gil Renard - The Fan - Edward Norton como Aaron Stampler - Primal Fear - Kiefer Sutherland como Freddie Lee Cobb - A Time to Kill - Mark Wahlberg como David McCall - Fear                                                                                             |               |
| 1998 | Mike Myers como Dr. Evil em Austin Powers: International Man of Mystery                                   | - Nicolas Cage e John Travolta como Castor Troy - Face/Off - Gary Oldman como Egor Korshunov - Air Force One - Al Pacino como John Milton / Satã - The Devil's Advocate - Billy Zane como Cal Hockley - Titanic                                                                              |               |
| 1999 | Matt Dillon como Pat Healy em There's Something About Mary                                                | - Brad Dourif como Chucky - Bride of Chucky - Jet Li como Wah Sing Ku - Lethal Weapon 4 - Rose McGowan como Courtney Shane - Jawbreaker |               |
| 1999 | Stephen Dorff como Deacon Frost em Blade                                                                  | - Brad Dourif como Chucky - Bride of Chucky - Jet Li como Wah Sing Ku - Lethal Weapon 4 - Rose McGowan como Courtney Shane - Jawbreaker |               |
| 2000 | Mike Myers como Dr. Evil em Austin Powers: The Spy Who Shagged Me                                         | - Matt Damon como Tom Ripley - The Talented Mr. Ripley - Sarah Michelle Gellar como Kathryn Merteuil - Cruel Intentions - Ray Park como Darth Maul - Star Wars: Episode I – The Phantom Menace - Christopher Walken como O Cavaleiro Hessiano - Sleepy Hollow                                |               |
| 2001 | Jim Carrey como Grinch em How the Grinch Stole Christmas                                                  | - Kevin Bacon como Sebastian Caine - Hollow Man - Vincent D'Onofrio como Carl Rudolph Stargher - The Cell - Anthony Hopkins como Hannibal Lecter - Hannibal - Joaquin Phoenix como Cómodo - Gladiator                                                                                        |               |
| 2002 | Denzel Washington como Alonzo Harris em Training Day                                                      | - Aaliyah como Rainha Akasha - Queen of the Damned - Christopher Lee como Saruman, o Branco - The Lord of the Rings: The Fellowship of the Ring - Tim Roth como General Thade - Planet of the Apes - Zhang Ziyi como Hu Li - Rush Hour 2                                                     |               |
| 2003 | Daveigh Chase como Samara Morgan em The Ring                                                              | - Willem Dafoe como Norman Osborn / Duende Verde - Spider-Man - Daniel Day-Lewis como Bill, o Açougueiro - Gangs of New York - Colin Farrell como Mercenário - Daredevil - Mike Myers como Dr. Evil - Austin Powers in Goldmember                                                            |               |
| 2004 | Lucy Liu como O-Ren Ishii em Kill Bill: Volume 1                                                          | - Andrew Bryniarski como Leatherface - The Texas Chainsaw Massacre - Demi Moore como Madison Lee - Charlie's Angels: Full Throttle - Geoffrey Rush como Capitão Hector Barbossa - Pirates of the Caribbean: The Curse of the Black Pearl - Kiefer Sutherland como Atirador - Phone Booth     |               |
| 2005 | Ben Stiller como White Goodman em Dodgeball: A True Underdog Story                                        | - Jim Carrey como Conde Olaf - Lemony Snicket's A Series of Unfortunate Events - Tom Cruise como Vincent - Collateral - Rachel McAdams como Regina George - Mean Girls - Alfred Molina como Otto Octavius / Doutor Octopus - Spider-Man 2                                                    |               |
| 2006 | Hayden Christensen como Anakin Skywalker / Darth Vader em Star Wars: Episode III – Revenge of the Sith    | - Tobin Bell como Jigsaw - Saw II - Ralph Fiennes como Lord Voldemort - Harry Potter and the Goblet of Fire - Cillian Murphy como Jonathan Crane / Espantalho - Batman Begins - Tilda Swinton como Feiticeira Branca - The Chronicles of Narnia: The Lion, the Witch and the Wardrobe        |               |
| 2007 | Jack Nicholson como Frank Costello em The Departed                                                        | - Tobin Bell como Jigsaw - Saw III - Bill Nighy como Davy Jones - Pirates of the Caribbean: Dead Man's Chest - Rodrigo Santoro como Xerxes I - 300 - Meryl Streep como Miranda Priestly - The Devil Wears Prada                                                                              |               |
| 2008 | Johnny Depp como Benjamin Barker em Sweeney Todd: The Demon Barber of Fleet Street                        | - Javier Bardem como Anton Chigurh - No Country for Old Men - Topher Grace como Eddie Brock / Venom - Spider-Man 3 - Angelina Jolie como Mãe de Grendel - Beowulf - Denzel Washington como Frank Lucas - American Gangster                                                                   |               |
| 2009 | Heath Ledger como Coringa em The Dark Knight                                                              | - Luke Goss como Príncipe Nuada - Hellboy II: The Golden Army - Dwayne Johnson como Agente 23 - Get Smart - Derek Mears como Jason Voorhees - Friday the 13th - Johnathon Schaech como Richard Fenton - Prom Night                                                                           |               |
| 2010 | Tom Felton como Draco Malfoy em Harry Potter and the Half-Blood Prince                                    | - Helena Bonham Carter como Rainha Vermelha - Alice in Wonderland - Ken Jeong como Leslie Chow - The Hangover - Stephen Lang como Miles Quaritch - Avatar - Christoph Waltz como Coronel Hans Landa - Inglourious Basterds                                                                   |               |
| 2011 | Tom Felton como Draco Malfoy em Harry Potter and the Deathly Hallows – Part 1                             | - Ned Beatty como Lotso - Toy Story 3 - Leighton Meester como Rebecca Evans - The Roommate - Mickey Rourke como Ivan Vanko - Iron Man 2 - Christoph Waltz como Benjamin Chudnofsky - The Green Hornet                                                                                        |               |
| 2012 | Jennifer Aniston como Julia Harris em Horrible Bosses                                                     | - Ralph Fiennes como Lord Voldemort - Harry Potter and the Deathly Hallows – Part 2 - Bryce Dallas Howard como Hilly Holbrook - The Help - Alexander Ludwig como Cato - The Hunger Games - Hugo Weaving como Johann Schmidt / Red Skull - Captain America: The First Avenger                 |               |
| 2013 | Tom Hiddleston como Loki em The Avengers                                                                  | - Javier Bardem como Raoul Silva - Skyfall - Marion Cotillard como Talia al Ghul - The Dark Knight Rises - Leonardo DiCaprio como Calvin J. Candie - Django Unchained - Tom Hardy como Bane - The Dark Knight Rises                                                                          |               |
| 2014 | Mila Kunis como Bruxa Malvada do Oeste / Theodora em Oz: The Great and Powerful                           | - Barkhad Abdi como Abduwali Muse - Captain Phillips - Benedict Cumberbatch como John Harrison / Khan - Star Trek Into Darkness - Michael Fassbender como Edwin Epps - 12 Years a Slave - Donald Sutherland como Presidente Coriolanus Snow - The Hunger Games: Catching Fire                |               |
| 2015 | Meryl Streep como A Bruxa em Into the Woods                                                               | - Jillian Bell como Mercedes - 22 Jump Street - Peter Dinklage como Bolivar Trask - X-Men: Days of Future Past - Rosamund Pike como Amy Elliott-Dunne - Gone Girl - J. K. Simmons como Terence Fletcher - Whiplash                                                                           |               |
| 2016 | Adam Driver como Kylo Ren em Star Wars: Episode VII — The Force Awakens                                   | - Tom Hardy como John Fitzgerald - The Revenant - Samuel L. Jackson como Richmond Valentine - Kingsman: The Secret Service - Hugh Keays-Byrne como Immortan Joe - Mad Max: Fury Road - Ed Skrein como Francis Freeman / Ajax - Deadpool - James Spader como Ultron - Avengers: Age of Ultron |               |
| 2017 | Jeffrey Dean Morgan como Negan em The Walking Dead                                                        | - Wes Bentley como Ambrose White - American Horror Story: Roanoke - Jared Leto como Coringa - Suicide Squad - Mark Steger como Demogorgon - Stranger Things - Allison Williams como Rose Armitage - Get Out                                                                                  |               |
| 2018 | Michael B. Jordan como N'Jadaka / Erik "Killmonger" Stevens em Black Panther                              | - Josh Brolin como Thanos - Avengers: Infinity War - Adam Driver como Kylo Ren - Star Wars: The Last Jedi - Aubrey Plaza como Lenny Busker - Legion - Bill Skarsgård como Pennywise - It | [ 5 ]         |
| 2019 | Josh Brolin como Thanos em Avengers: Endgame                                                              | - Penn Badgley como Joe Goldberg - You - Jodie Comer como Villanelle / Oksana Astankova - Killing Eve - Joseph Fiennes como Fred Waterford - The Handamaid's Tale - Lupita Nyong'o como Red / Adelaide Wilson - Us                                                                           | [ 6 ]         |
| 2020 | Premiação cancelada em razão da pandemia de COVID-19                                                      | Premiação cancelada em razão da pandemia de COVID-19 | [ 7 ]         |
| 2021 | Kathryn Hahn como Agatha Harkness em WandaVision                                                          | - Aya Cash como Klara Risinger / Tempesta - The Boys - Giancarlo Esposito como Moff Gideon - The Mandalorian - Nicholas Hoult como Pedro III da Rússia - The Great - Ewan McGregor como Roman Sionis / Máscara Negra - Birds of Prey                                                         | [ 8 ]         |
| 2022 | Daniel Radcliffe como Abigail Fairfax em The Lost City                                                    | - Willem Dafoe como Norman Osborn / Duende Verde - Spider-Man: No Way Home - James Jude Courtney como Michael Myers - Halloween Kills - Colin Farrell como Oswald Cobblepot / Pinguim - The Batman - Victoria Pedretti como Love Quinn - You                                                 | [ 9 ]         |
| 2023 | Elizabeth Olsen como Wanda Maximoff / Feiticeira Escarlate em Doctor Strange in the Multiverse of Madness | - Jamie Campbell Bower como Henry Creel / Vecna / Um - Stranger Things - Amie Donald (corpo) e Jenna Davis (voz) como M3GAN - M3GAN - Harry Styles como Jack Chambers - Don't Worry Darling - Allan Henry (corpo) como o Urso da Cocaína - Cocaine Bear                                      | [ 10 ] [ 11 ] |